# 贝勒加德
贝勒加德（法語：Bellegarde，法語發音：[bɛlɡaʁd] ⓘ）是法国加尔省的一个市镇，位于该省东南部，属于尼姆区。

## 地理
贝勒加德（43°45'13"N, 4°30'52"E）面积44.96 平方千米，位于法国奧克西塔尼大區加尔省，该省份为法国南部沿海省份，南端濒地中海，北起顺时针与阿尔代什省、沃克吕兹省、罗讷河口省、埃罗省、阿韦龙省和洛泽尔省接壤。
与贝勒加德接壤的市镇（或旧市镇、城区）包括：博凯尔、布亚尔格、富尔克、加龙、芒迪埃勒、圣吉勒。

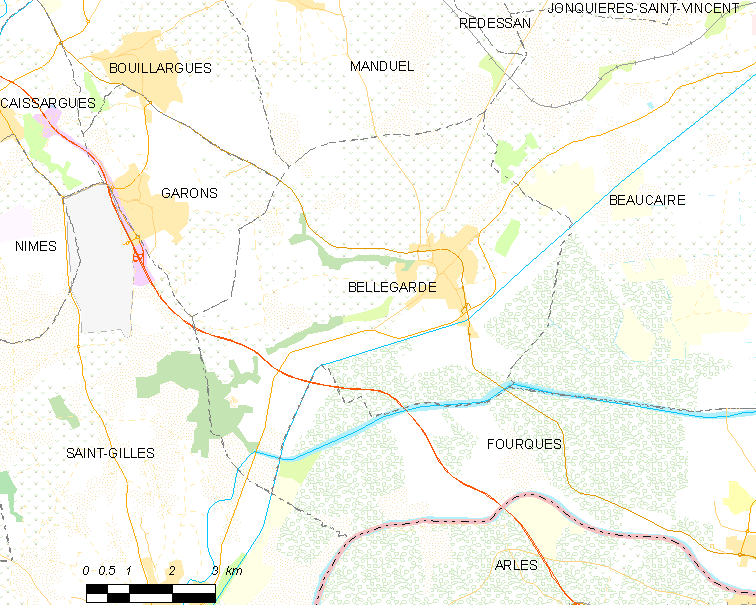
贝勒加德的OSM定位图

贝勒加德的时区为UTC+01:00、UTC+02:00（夏令时）。

## 行政
贝勒加德的邮政编码为30127，INSEE市镇编码为30034。

## 政治
贝勒加德所属的省级选区为博凯尔县。

## 人口

1962-2008年间贝勒加德人口变化图示

贝勒加德于2022年1月1日时的人口数量为7929人。